# Akram Afif
Akram Hassan Al Yafei Afif (in arabo أكرم عفيف‎?; Doha, 18 novembre 1996) è un calciatore qatariota, attaccante dell'Al-Sadd e della nazionale qatariota.
Considerato uno dei migliori talenti del calcio qatariota, nel 2019 e nel 2023 ha vinto la Coppa d'Asia con la nazionale; negli stessi anni ha ottenuto il premio di calciatore asiatico dell'anno.

## Biografia
È nato in Qatar da padre somalo nato in Tanzania e madre yemenita; anche il padre è stato un calciatore (ha giocato in Tanzania, Somalia e Qatar e nella nazionale somala, prima di dedicarsi alla carriera di allenatore). Ha un fratello maggiore, Ali, anch'egli nel giro della nazionale qatariota.

## Caratteristiche tecniche
Attaccante dotato di ottime qualità tecniche - unite a rapidità e progressione palla al piede - bravo nel fraseggio coi compagni e abile ad inserirsi tra gli spazi, predilige allargarsi a sinistra in modo da rientrare con il destro per tentare la conclusione o per servire i propri compagni. I ripiegamenti difensivi a supporto della squadra lo rendono prezioso anche nella fase di non possesso.
È considerato come uno dei migliori calciatori qatarioti di sempre.

## Carriera

### Club
Muove i suoi primi passi nelle giovanili dell'Al-Sadd. Il 24 ottobre 2012 il Siviglia ne preleva in prestito il cartellino. Nel 2014 passa - a titolo temporaneo - al Villarreal. Il 7 gennaio 2015 viene acquistato a titolo definitivo dall'Eupen.
Esordisce tra i professionisti il 18 gennaio seguente contro l'Eendracht Aalst, segnando una delle due reti con cui la sua squadra si impone sugli avversari. Termina l'annata con 9 presenze e 2 reti.
Il 19 maggio 2016 ne viene annunciato l'acquisto da parte del Villareal, che il 4 agosto lo gira in prestito allo Sporting Gijón. Esordisce nella Liga il 21 agosto contro l'Athletic Bilbao, subentrando al 72' al posto di Burgui e diventando nell'occasione il primo calciatore qatariota a giocare nella massima divisione spagnola. Il 31 gennaio 2018 torna all'Al-Sadd.

### Nazionale
Esordisce in nazionale il 3 settembre 2015 contro il Bhutan, valevole per le qualificazioni al campionato del mondo 2018, subentrando nella ripresa al posto di El Sayed e segnando la rete del provvisorio 10-0. L'incontro terminerà 15-0 per il Qatar. Nel 2019 prende parte alla Coppa d'Asia. Risulta determinante nella vittoria del torneo, mettendo a referto 10 assist per i compagni. Con il Qatar partecipa anche al campionato del mondo 2022, giocato in casa, e alla Coppa d'Asia 2023, disputata in Qatar nel 2024. In quest'ultima occasione segna 5 gol, tra cui una tripletta (tre gol su calcio di rigore) nella finale vinta per 3-1 contro la Giordania.

## Statistiche

### Presenze e reti nei club
Statistiche aggiornate al 2 maggio 2025.
| Stagione        | Squadra         | Campionato      | Campionato | Campionato | Coppe nazionali | Coppe nazionali | Coppe nazionali | Coppe continentali | Coppe continentali | Coppe continentali | Altre coppe | Altre coppe | Altre coppe | Totale | Totale |
| Stagione        | Squadra         | Comp            | Pres       | Reti       | Comp            | Pres            | Reti            | Comp               | Pres               | Reti               | Comp        | Pres        | Reti        | Pres   | Reti   |
| --------------- | --------------- | --------------- | ---------- | ---------- | --------------- | --------------- | --------------- | ------------------ | ------------------ | ------------------ | ----------- | ----------- | ----------- | ------ | ------ |
| gen.-giu. 2015  | Eupen           | D2              | 9          | 2          | CB              | -               | -               | -                  | -                  | -                  | -           | -           | -           | 9      | 2      |
| 2015-2016       | Eupen           | D2              | 16         | 6          | CB              | 1               | 0               | -                  | -                  | -                  | -           | -           | -           | 17     | 6      |
| 2016-2017       | Sporting Gijón  | PD              | 9          | 0          | CR              | 2               | 0               | -                  | -                  | -                  | -           | -           | -           | 11     | 0      |
| 2017-gen. 2018  | Eupen           | D1              | 15         | 1          | CB              | 1               | 0               | -                  | -                  | -                  | -           | -           | -           | 16     | 1      |
| Totale Eupen    | Totale Eupen    | Totale Eupen    | 40         | 9          |                 | 2               | 0               |                    | -                  | -                  |             | -           | -           | 42     | 9      |
| gen.-giu. 2018  | Al-Sadd         | QSL             | 7          | 3          | EQC             | 2               | 1               | ACL                | 12                 | 2                  | SQ          | -           | -           | 23     | 6      |
| 2018-2019       | Al-Sadd         | QSL             | 22         | 26         | EQC             | 3               | 2               | ACL                | 11                 | 5                  | -           | -           | -           | 36     | 33     |
| 2019-2020       | Al-Sadd         | QSL             | 19         | 15         | EQC             | 1               | 0               | ACL                | 6                  | 3                  | SQ+Cmc      | 1+3         | 0           | 30     | 18     |
| 2020-2021       | Al-Sadd         | QSL             | 11         | 5          | EQC             | 3               | 2               | ACL                | 0                  | 0                  | -           | -           | -           | 14     | 7      |
| 2021-2022       | Al-Sadd         | QSL             | 18         | 14         | EQC             | 3               | 1               | ACL                | 6                  | 1                  | -           | -           | -           | 27     | 16     |
| 2022-2023       | Al-Sadd         | QSL             | 15         | 10         | QSC+EQC         | 1+2             | 0+0             | -                  | -                  | -                  | QC          | 2           | 0           | 20     | 10     |
| 2023-2024       | Al-Sadd         | QSL             | 22         | 26         | QSC+EQC         | 0+4             | 0+1             | ACL                | 5                  | 0                  | CdC+CQ      | 4+1         | 2+1         | 36     | 30     |
| 2024-2025       | Al-Sadd         | QSL             | 22         | 18         | QSC+EQC         | 0+4             | 0+1             | ACL                | 10                 | 5                  | CQ          | 1           | 0           | 37     | 24     |
| Totale Al-Sadd  | Totale Al-Sadd  | Totale Al-Sadd  | 136        | 117        |                 | 23              | 8               |                    | 50                 | 16                 |             | 12          | 3           | 221    | 144    |
| Totale carriera | Totale carriera | Totale carriera | 185        | 126        |                 | 27              | 8               |                    | 50                 | 16                 |             | 12          | 3           | 274    | 153    |

### Cronologia presenze e reti in nazionale
| Cronologia completa delle presenze e delle reti in nazionale ― Qatar | Cronologia completa delle presenze e delle reti in nazionale ― Qatar | Cronologia completa delle presenze e delle reti in nazionale ― Qatar | Cronologia completa delle presenze e delle reti in nazionale ― Qatar | Cronologia completa delle presenze e delle reti in nazionale ― Qatar | Cronologia completa delle presenze e delle reti in nazionale ― Qatar | Cronologia completa delle presenze e delle reti in nazionale ― Qatar | Cronologia completa delle presenze e delle reti in nazionale ― Qatar |
| Data                                                                 | Città                                                                | In casa                                                              | Risultato                                                            | Ospiti                                                               | Competizione                                                         | Reti                                                                 | Note                                                                 |
| -------------------------------------------------------------------- | -------------------------------------------------------------------- | -------------------------------------------------------------------- | -------------------------------------------------------------------- | -------------------------------------------------------------------- | -------------------------------------------------------------------- | -------------------------------------------------------------------- | -------------------------------------------------------------------- |
| 3-9-2015                                                             | Doha                                                                 | Qatar                                                                | 15 – 0                                                               | Bhutan                                                               | Qual. Mondiali 2018                                                  | 1                                                                    | 46’                                                                  |
| 8-9-2015                                                             | Hong Kong                                                            | Hong Kong                                                            | 2 – 3                                                                | Qatar                                                                | Qual. Mondiali 2018                                                  | -                                                                    | 73’                                                                  |
| 8-10-2015                                                            | Doha                                                                 | Qatar                                                                | 1 – 0                                                                | Cina                                                                 | Qual. Mondiali 2018                                                  | -                                                                    | 51’                                                                  |
| 13-10-2015                                                           | Doha                                                                 | Qatar                                                                | 4 – 0                                                                | Maldive                                                              | Qual. Mondiali 2018                                                  | -                                                                    | 86’                                                                  |
| 17-11-2015                                                           | Thimphu                                                              | Bhutan                                                               | 0 – 3                                                                | Qatar                                                                | Qual. Mondiali 2018                                                  | -                                                                    | 74’                                                                  |
| 29-3-2016                                                            | Xi'an                                                                | Cina                                                                 | 2 – 0                                                                | Qatar                                                                | Qual. Mondiali 2018                                                  | -                                                                    | 63’                                                                  |
| 29-5-2016                                                            | Hartberg                                                             | Albania                                                              | 3 – 1                                                                | Qatar                                                                | Amichevole                                                           | -                                                                    | 60’                                                                  |
| 1-9-2016                                                             | Teheran                                                              | Iran                                                                 | 2 – 0                                                                | Qatar                                                                | Qual. Mondiali 2018                                                  | -                                                                    | 70’                                                                  |
| 6-9-2016                                                             | Doha                                                                 | Qatar                                                                | 0 – 1                                                                | Uzbekistan                                                           | Qual. Mondiali 2018                                                  | -                                                                    |                                                                      |
| 6-10-2016                                                            | Suwon                                                                | Corea del Sud                                                        | 3 – 2                                                                | Qatar                                                                | Qual. Mondiali 2018                                                  | -                                                                    | 80’                                                                  |
| 11-10-2016                                                           | Doha                                                                 | Qatar                                                                | 1 – 0                                                                | Siria                                                                | Qual. Mondiali 2018                                                  | -                                                                    | 60’                                                                  |
| 10-11-2016                                                           | Doha                                                                 | Qatar                                                                | 2 – 1                                                                | Russia                                                               | Amichevole                                                           | -                                                                    |                                                                      |
| 9-3-2017                                                             | Doha                                                                 | Qatar                                                                | 1 – 2                                                                | Azerbaigian                                                          | Amichevole                                                           | -                                                                    |                                                                      |
| 23-3-2017                                                            | Doha                                                                 | Qatar                                                                | 0 – 1                                                                | Iran                                                                 | Qual. Mondiali 2018                                                  | -                                                                    |                                                                      |
| 28-3-2017                                                            | Tashkent                                                             | Uzbekistan                                                           | 1 – 0                                                                | Qatar                                                                | Qual. Mondiali 2018                                                  | -                                                                    | 65’                                                                  |
| 6-6-2017                                                             | Doha                                                                 | Qatar                                                                | 2 – 2                                                                | Corea del Nord                                                       | Amichevole                                                           | 1                                                                    | 46’                                                                  |
| 13-6-2017                                                            | Doha                                                                 | Qatar                                                                | 3 – 2                                                                | Corea del Sud                                                        | Qual. Mondiali 2018                                                  | 1                                                                    | 67’                                                                  |
| 16-8-2017                                                            | Burton-upon-Trent                                                    | Andorra                                                              | 0 – 1                                                                | Qatar                                                                | Amichevole                                                           | -                                                                    | 65’                                                                  |
| 23-8-2017                                                            | Doha                                                                 | Qatar                                                                | 2 – 1                                                                | Turkmenistan                                                         | Amichevole                                                           | -                                                                    | 77’                                                                  |
| 31-8-2017                                                            | Malacca                                                              | Siria                                                                | 3 – 1                                                                | Qatar                                                                | Qual. Mondiali 2018                                                  | -                                                                    |                                                                      |
| 5-9-2017                                                             | Doha                                                                 | Qatar                                                                | 1 – 2                                                                | Cina                                                                 | Qual. Mondiali 2018                                                  | 1                                                                    |                                                                      |
| 5-10-2017                                                            | Doha                                                                 | Qatar                                                                | 3 – 1                                                                | Singapore                                                            | Amichevole                                                           | -                                                                    | 62’                                                                  |
| 10-10-2017                                                           | Doha                                                                 | Qatar                                                                | 1 – 2                                                                | Curaçao                                                              | Amichevole                                                           | -                                                                    | 57’ 90+1’                                                            |
| 11-11-2017                                                           | Doha                                                                 | Qatar                                                                | 0 – 1                                                                | Rep. Ceca                                                            | Amichevole                                                           | -                                                                    | 90+2’                                                                |
| 14-11-2017                                                           | Doha                                                                 | Qatar                                                                | 1 – 1                                                                | Islanda                                                              | Amichevole                                                           | -                                                                    |                                                                      |
| 14-12-2017                                                           | Doha                                                                 | Qatar                                                                | 1 – 2                                                                | Liechtenstein                                                        | Amichevole                                                           | -                                                                    | 81’                                                                  |
| 23-12-2017                                                           | Al Kuwait                                                            | Qatar                                                                | 4 – 0                                                                | Yemen                                                                | Coppa delle nazioni del Golfo 2017 - 1º turno                        | 1                                                                    |                                                                      |
| 26-12-2017                                                           | Al Kuwait                                                            | Iraq                                                                 | 2 – 1                                                                | Qatar                                                                | Coppa delle nazioni del Golfo 2017 - 1º turno                        | -                                                                    |                                                                      |
| 29-12-2017                                                           | Al Kuwait                                                            | Qatar                                                                | 1 – 1                                                                | Bahrein                                                              | Coppa delle nazioni del Golfo 2017 - 1º turno                        | -                                                                    |                                                                      |
| 21-3-2018                                                            | Bassora                                                              | Iraq                                                                 | 2 – 3                                                                | Qatar                                                                | Amichevole                                                           | 2                                                                    | 85’                                                                  |
| 24-3-2018                                                            | Bassora                                                              | Qatar                                                                | 2 – 2                                                                | Siria                                                                | Amichevole                                                           | 1                                                                    | 71’ 83’                                                              |
| 7-9-2018                                                             | Doha                                                                 | Qatar                                                                | 1 – 0                                                                | Cina                                                                 | Amichevole                                                           | -                                                                    | 90+1’                                                                |
| 11-9-2018                                                            | Doha                                                                 | Qatar                                                                | 3 – 0                                                                | Palestina                                                            | Amichevole                                                           | 1                                                                    | 44’ 72’                                                              |
| 12-10-2018                                                           | Doha                                                                 | Qatar                                                                | 4 – 3                                                                | Ecuador                                                              | Amichevole                                                           | 1                                                                    | 90+1’                                                                |
| 14-11-2018                                                           | Lugano                                                               | Svizzera                                                             | 0 – 1                                                                | Qatar                                                                | Amichevole                                                           | 1                                                                    | 90+3’                                                                |
| 19-11-2018                                                           | Eupen                                                                | Islanda                                                              | 2 – 2                                                                | Qatar                                                                | Amichevole                                                           | -                                                                    | 87’                                                                  |
| 23-12-2018                                                           | Doha                                                                 | Qatar                                                                | 2 – 0                                                                | Giordania                                                            | Amichevole                                                           | -                                                                    | 66’                                                                  |
| 27-12-2018                                                           | Doha                                                                 | Qatar                                                                | 0 – 1                                                                | Algeria                                                              | Amichevole                                                           | -                                                                    | 48’                                                                  |
| 31-12-2018                                                           | Doha                                                                 | Qatar                                                                | 1 – 2                                                                | Iran                                                                 | Amichevole                                                           | -                                                                    | 78’                                                                  |
| 9-1-2019                                                             | al-'Ayn                                                              | Qatar                                                                | 2 – 0                                                                | Libano                                                               | Coppa d'Asia 2019 - 1º turno                                         | -                                                                    |                                                                      |
| 13-1-2019                                                            | al-'Ayn                                                              | Corea del Nord                                                       | 0 – 6                                                                | Qatar                                                                | Coppa d'Asia 2019 - 1º turno                                         | -                                                                    |                                                                      |
| 17-1-2019                                                            | Abu Dhabi                                                            | Arabia Saudita                                                       | 0 – 2                                                                | Qatar                                                                | Coppa d'Asia 2019 - 1º turno                                         | -                                                                    |                                                                      |
| 22-1-2019                                                            | Abu Dhabi                                                            | Qatar                                                                | 1 – 0                                                                | Iraq                                                                 | Coppa d'Asia 2019 - Ottavi di finale                                 | -                                                                    |                                                                      |
| 25-1-2019                                                            | Abu Dhabi                                                            | Corea del Sud                                                        | 0 – 1                                                                | Qatar                                                                | Coppa d'Asia 2019 - Quarti di finale                                 | -                                                                    |                                                                      |
| 29-1-2019                                                            | Abu Dhabi                                                            | Qatar                                                                | 4 – 0                                                                | Emirati Arabi Uniti                                                  | Coppa d'Asia 2019 - Semifinale                                       | -                                                                    | 90+2’                                                                |
| 1-2-2019                                                             | Abu Dhabi                                                            | Giappone                                                             | 1 – 3                                                                | Qatar                                                                | Coppa d'Asia 2019 - Finale                                           | 1                                                                    | 84’                                                                  |
| 6-6-2019                                                             | Brasilia                                                             | Brasile                                                              | 2 – 0                                                                | Qatar                                                                | Amichevole                                                           | -                                                                    | 88’                                                                  |
| 16-6-2019                                                            | Rio de Janeiro                                                       | Paraguay                                                             | 2 – 2                                                                | Qatar                                                                | Coppa America 2019 - 1º turno                                        | -                                                                    |                                                                      |
| 19-6-2019                                                            | San Paolo                                                            | Colombia                                                             | 1 – 0                                                                | Qatar                                                                | Coppa America 2019 - 1º turno                                        | -                                                                    | 83’                                                                  |
| 23-6-2019                                                            | Porto Alegre                                                         | Qatar                                                                | 0 – 2                                                                | Argentina                                                            | Coppa America 2019 - 1º turno                                        | -                                                                    |                                                                      |
| 5-9-2019                                                             | Doha                                                                 | Qatar                                                                | 6 – 0                                                                | Afghanistan                                                          | Qual. Mondiali 2022                                                  | -                                                                    | 65’                                                                  |
| 10-10-2019                                                           | Dacca                                                                | Bangladesh                                                           | 0 – 2                                                                | Qatar                                                                | Qual. Mondiali 2022                                                  | -                                                                    | 68’                                                                  |
| 15-10-2019                                                           | Al Wakrah                                                            | Qatar                                                                | 2 – 1                                                                | Oman                                                                 | Qual. Mondiali 2022                                                  | 1                                                                    |                                                                      |
| 19-11-2019                                                           | Dušanbe                                                              | Afghanistan                                                          | 0 – 1                                                                | Qatar                                                                | Qual. Mondiali 2022                                                  | 1                                                                    | 90’                                                                  |
| 26-11-2019                                                           | Doha                                                                 | Qatar                                                                | 1 – 2                                                                | Iraq                                                                 | Coppa delle nazioni del Golfo 2019 - 1º turno                        | -                                                                    |                                                                      |
| 29-11-2019                                                           | Doha                                                                 | Yemen                                                                | 0 – 6                                                                | Qatar                                                                | Coppa delle nazioni del Golfo 2019 - 1º turno                        | 1                                                                    |                                                                      |
| 2-12-2019                                                            | Doha                                                                 | Qatar                                                                | 4 – 2                                                                | Emirati Arabi Uniti                                                  | Coppa delle nazioni del Golfo 2019 - 1º turno                        | 2                                                                    | 45+2’ 87’                                                            |
| 5-12-2019                                                            | Al Wakrah                                                            | Arabia Saudita                                                       | 1 – 0                                                                | Qatar                                                                | Coppa delle nazioni del Golfo 2019 - Semifinale                      | -                                                                    | 50’                                                                  |
| 12-10-2020                                                           | Adalia                                                               | Ghana                                                                | 5 – 1                                                                | Qatar                                                                | Amichevole                                                           | -                                                                    |                                                                      |
| 13-11-2020                                                           | Hartberg                                                             | Costa Rica                                                           | 1 – 1                                                                | Qatar                                                                | Amichevole                                                           | -                                                                    | 64’                                                                  |
| 17-11-2020                                                           | Maria Enzersdorf                                                     | Qatar                                                                | 1 – 2                                                                | Corea del Sud                                                        | Amichevole                                                           | -                                                                    | 63’                                                                  |
| 4-12-2020                                                            | Doha                                                                 | Qatar                                                                | 5 – 0                                                                | Bangladesh                                                           | Qual. Mondiali 2022                                                  | 2                                                                    |                                                                      |
| 7-6-2021                                                             | Doha                                                                 | Qatar                                                                | 1 – 0                                                                | Oman                                                                 | Qual. Mondiali 2022                                                  | -                                                                    | 62’                                                                  |
| 4-7-2021                                                             | Pola                                                                 | El Salvador                                                          | 0 – 1                                                                | Qatar                                                                | Amichevole                                                           | -                                                                    |                                                                      |
| 13-7-2021                                                            | Houston                                                              | Qatar                                                                | 3 – 3                                                                | Panama                                                               | Gold Cup 2021 - 1º turno                                             | 1                                                                    | 55’ 88’                                                              |
| 17-7-2021                                                            | Houston                                                              | Grenada                                                              | 0 – 4                                                                | Qatar                                                                | Gold Cup 2021 - 1º turno                                             | 1                                                                    |                                                                      |
| 20-7-2021                                                            | Houston                                                              | Honduras                                                             | 0 – 2                                                                | Qatar                                                                | Gold Cup 2021 - 1º turno                                             | -                                                                    |                                                                      |
| 25-7-2021                                                            | Glendale                                                             | Qatar                                                                | 3 – 2                                                                | El Salvador                                                          | Gold Cup 2021 - Quarti di finale                                     | -                                                                    | 67’                                                                  |
| 30-7-2021                                                            | Austin                                                               | Qatar                                                                | 0 – 1                                                                | Stati Uniti                                                          | Gold Cup 2021 - Semifinale                                           | -                                                                    | 77’                                                                  |
| 1-9-2021                                                             | Debrecen                                                             | Qatar                                                                | 0 – 4                                                                | Serbia                                                               | Amichevole                                                           | -                                                                    | 61’                                                                  |
| 4-9-2021                                                             | Debrecen                                                             | Qatar                                                                | 1 – 3                                                                | Portogallo                                                           | Amichevole                                                           | -                                                                    |                                                                      |
| 7-9-2021                                                             | Lussemburgo                                                          | Lussemburgo                                                          | 1 – 1                                                                | Qatar                                                                | Amichevole                                                           | -                                                                    | 83’                                                                  |
| 9-10-2021                                                            | Loulé                                                                | Portogallo                                                           | 3 – 0                                                                | Qatar                                                                | Amichevole                                                           | -                                                                    | 55’                                                                  |
| 12-10-2021                                                           | Dublino                                                              | Irlanda                                                              | 4 – 0                                                                | Qatar                                                                | Amichevole                                                           | -                                                                    |                                                                      |
| 14-11-2021                                                           | Baku                                                                 | Azerbaigian                                                          | 2 – 2                                                                | Qatar                                                                | Amichevole                                                           | -                                                                    | 71’                                                                  |
| 30-11-2021                                                           | Al Khawr                                                             | Qatar                                                                | 1 – 0                                                                | Bahrein                                                              | Coppa araba FIFA 2021 - 1º turno                                     | -                                                                    | 89’                                                                  |
| 3-12-2021                                                            | Doha                                                                 | Oman                                                                 | 1 – 2                                                                | Qatar                                                                | Coppa araba FIFA 2021 - 1º turno                                     | 1                                                                    |                                                                      |
| 6-12-2021                                                            | Al Khawr                                                             | Qatar                                                                | 3 – 0                                                                | Iraq                                                                 | Coppa araba FIFA 2021 - 1º turno                                     | 1                                                                    | 83’                                                                  |
| 10-12-2021                                                           | Al Khawr                                                             | Qatar                                                                | 5 – 0                                                                | Emirati Arabi Uniti                                                  | Coppa araba FIFA 2021 - Quarti di finale                             | -                                                                    | 45+2’ 65’                                                            |
| 15-12-2021                                                           | Doha                                                                 | Qatar                                                                | 1 – 2                                                                | Algeria                                                              | Coppa araba FIFA 2021 - Semifinale                                   | -                                                                    |                                                                      |
| 18-12-2021                                                           | Doha                                                                 | Egitto                                                               | 0 – 0 dts (4 – 5 dtr)                                                | Qatar                                                                | Coppa araba FIFA 2021 - Finale 3º posto                              | -                                                                    |                                                                      |
| 26-3-2022                                                            | Al Rayyan                                                            | Qatar                                                                | 2 – 1                                                                | Bulgaria                                                             | Amichevole                                                           | 1                                                                    | 14’                                                                  |
| 29-3-2022                                                            | Al Rayyan                                                            | Qatar                                                                | 0 – 0                                                                | Slovenia                                                             | Amichevole                                                           | -                                                                    |                                                                      |
| 20-8-2022                                                            | Wiener Neustadt                                                      | Qatar                                                                | 2 – 2                                                                | Marocco                                                              | Amichevole                                                           | -                                                                    |                                                                      |
| 23-8-2022                                                            | Wiener Neustadt                                                      | Qatar                                                                | 2 – 1                                                                | Ghana                                                                | Amichevole                                                           | -                                                                    |                                                                      |
| 26-8-2022                                                            | Wiener Neustadt                                                      | Qatar                                                                | 1 – 1                                                                | Giamaica                                                             | Amichevole                                                           | -                                                                    |                                                                      |
| 23-9-2022                                                            | Vienna                                                               | Qatar                                                                | 0 – 2                                                                | Canada                                                               | Amichevole                                                           | -                                                                    |                                                                      |
| 27-9-2022                                                            | Vienna                                                               | Qatar                                                                | 2 – 2                                                                | Cile                                                                 | Amichevole                                                           | 1                                                                    |                                                                      |
| 13-10-2022                                                           | Marbella                                                             | Nicaragua                                                            | 1 – 2                                                                | Qatar                                                                | Amichevole                                                           | 1                                                                    |                                                                      |
| 23-10-2022                                                           | Malaga                                                               | Qatar                                                                | 2 – 0                                                                | Guatemala                                                            | Amichevole                                                           | -                                                                    |                                                                      |
| 27-10-2022                                                           | Marbella                                                             | Qatar                                                                | 1 – 0                                                                | Honduras                                                             | Amichevole                                                           | -                                                                    |                                                                      |
| 5-11-2022                                                            | Marbella                                                             | Qatar                                                                | 2 – 1                                                                | Panama                                                               | Amichevole                                                           | -                                                                    |                                                                      |
| 9-11-2022                                                            | Marbella                                                             | Qatar                                                                | 1 – 0                                                                | Albania                                                              | Amichevole                                                           | -                                                                    | 76’                                                                  |
| 20-11-2022                                                           | Al Khawr                                                             | Qatar                                                                | 0 – 2                                                                | Ecuador                                                              | Mondiali 2022 - 1º turno                                             | -                                                                    | 78’                                                                  |
| 25-11-2022                                                           | Doha                                                                 | Qatar                                                                | 1 – 3                                                                | Senegal                                                              | Mondiali 2022 - 1º turno                                             | -                                                                    |                                                                      |
| 29-11-2022                                                           | Al Khawr                                                             | Paesi Bassi                                                          | 2 – 0                                                                | Qatar                                                                | Mondiali 2022 - 1º turno                                             | -                                                                    |                                                                      |
| 7-9-2023                                                             | Al Wakrah                                                            | Qatar                                                                | 1 – 2                                                                | Kenya                                                                | Amichevole                                                           | -                                                                    | 46’                                                                  |
| 12-9-2023                                                            | Al Wakrah                                                            | Qatar                                                                | 1 – 1                                                                | Russia                                                               | Amichevole                                                           | -                                                                    |                                                                      |
| 13-10-2023                                                           | Amman                                                                | Iraq                                                                 | 0 – 0                                                                | Qatar                                                                | Amichevole                                                           | -                                                                    |                                                                      |
| 16-11-2023                                                           | Doha                                                                 | Qatar                                                                | 8 – 1                                                                | Afghanistan                                                          | Qual. Mondiali 2026                                                  | -                                                                    | 79’                                                                  |
| 21-11-2023                                                           | Bhubaneswar                                                          | India                                                                | 0 – 3                                                                | Qatar                                                                | Qual. Mondiali 2026                                                  | -                                                                    |                                                                      |
| 31-12-2023                                                           | Doha                                                                 | Qatar                                                                | 3 – 0                                                                | Cambogia                                                             | Amichevole                                                           | -                                                                    | 46’                                                                  |
| 5-1-2024                                                             | Doha                                                                 | Qatar                                                                | 1 – 2                                                                | Giordania                                                            | Amichevole                                                           | 1                                                                    | 59’                                                                  |
| 12-1-2024                                                            | Al Khawr                                                             | Qatar                                                                | 3 – 0                                                                | Libano                                                               | Coppa d'Asia 2023 - 1º turno                                         | 2                                                                    |                                                                      |
| 17-1-2024                                                            | Al Khawr                                                             | Tagikistan                                                           | 0 – 1                                                                | Qatar                                                                | Coppa d'Asia 2023 - 1º turno                                         | 1                                                                    |                                                                      |
| 22-1-2024                                                            | Doha                                                                 | Qatar                                                                | 1 – 0                                                                | Cina                                                                 | Coppa d'Asia 2023 - 1º turno                                         | -                                                                    | 64’                                                                  |
| 29-1-2024                                                            | Al Khawr                                                             | Qatar                                                                | 2 – 1                                                                | Palestina                                                            | Coppa d'Asia 2023 - Ottavi di finale                                 | 1                                                                    |                                                                      |
| 3-2-2024                                                             | Al Khawr                                                             | Qatar                                                                | 1 – 1 dts (3 - 2 dtr)                                                | Uzbekistan                                                           | Coppa d'Asia 2023 - Quarti di finale                                 | -                                                                    |                                                                      |
| 7-2-2024                                                             | Doha                                                                 | Iran                                                                 | 2 – 3                                                                | Qatar                                                                | Coppa d'Asia 2023 - Semifinale                                       | 1                                                                    |                                                                      |
| 10-2-2024                                                            | Lusail                                                               | Giordania                                                            | 1 – 3                                                                | Qatar                                                                | Coppa d'Asia 2023 - Finale                                           | 3                                                                    |                                                                      |
| 21-3-2024                                                            | Doha                                                                 | Qatar                                                                | 3 – 0                                                                | Kuwait                                                               | Qual. Mondiali 2026                                                  | 2                                                                    | Cap.                                                                 |
| 26-3-2024                                                            | al-Farwaniyya                                                        | Kuwait                                                               | 1 – 2                                                                | Qatar                                                                | Qual. Mondiali 2026                                                  | -                                                                    | Cap. 88’                                                             |
| 5-9-2024                                                             | Al Rayyan                                                            | Qatar                                                                | 1 – 3                                                                | Emirati Arabi Uniti                                                  | Qual. Mondiali 2026                                                  | -                                                                    | Cap.                                                                 |
| 10-9-2024                                                            | Vientiane                                                            | Corea del Nord                                                       | 2 – 2                                                                | Qatar                                                                | Qual. Mondiali 2026                                                  | 1                                                                    | cap.                                                                 |
| 10-10-2024                                                           | Al Rayyan                                                            | Qatar                                                                | 3 – 1                                                                | Kirghizistan                                                         | Qual. Mondiali 2026                                                  | -                                                                    |                                                                      |
| 15-10-2024                                                           | Teheran                                                              | Iran                                                                 | 4 – 1                                                                | Qatar                                                                | Qual. Mondiali 2026                                                  | -                                                                    |                                                                      |
| 14-11-2024                                                           | Doha                                                                 | Qatar                                                                | 3 – 2                                                                | Uzbekistan                                                           | Qual. Mondiali 2026                                                  | -                                                                    | cap.                                                                 |
| 19-11-2024                                                           | Abu Dhabi                                                            | Emirati Arabi Uniti                                                  | 5 – 0                                                                | Qatar                                                                | Qual. Mondiali 2026                                                  | -                                                                    | cap.                                                                 |
| 20-3-2025                                                            | Doha                                                                 | Qatar                                                                | 5 – 1                                                                | Corea del Nord                                                       | Qual. Mondiali 2026                                                  | 1                                                                    | cap.                                                                 |
| 25-3-2025                                                            | Biškek                                                               | Kirghizistan                                                         | 3 – 1                                                                | Qatar                                                                | Qual. Mondiali 2026                                                  | -                                                                    |                                                                      |
| 5-6-2025                                                             | Doha                                                                 | Qatar                                                                | 1 – 0                                                                | Iran                                                                 | Qual. Mondiali 2026                                                  | -                                                                    | cap. 83’                                                             |
| 10-6-2025                                                            | Tashkent                                                             | Uzbekistan                                                           | 3 – 0                                                                | Qatar                                                                | Qual. Mondiali 2026                                                  | -                                                                    | cap. 69’ 70’                                                         |
| Totale                                                               |                                                                      | Presenze                                                             | 122                                                                  |                                                                      | Reti                                                                 | 39                                                                   |                                                                      |

## Palmarès

### Club
- Campionato qatariota: 4

Al-Sadd: 2018-2019, 2020-2021, 2021-2022, 2024-2025
- Coppa dell'Emiro del Qatar: 2

Al-Sadd: 2019-2020, 2020-2021
- Coppa del Qatar: 2

Al-Sadd: 2020, 2021
- Coppa delle Stelle del Qatar: 1

Al-Sadd: 2019-2020
- Coppa dello Sceicco Jassem: 1

Al-Sadd: 2019

### Nazionale
- Campionato asiatico di calcio Under-19: 1

Birmania 2014
- Coppa d'Asia: 2

Emirati Arabi Uniti 2019, Qatar 2023

### Individuale
- Calciatore asiatico dell'anno: 2

2019, 2023
- Miglior Calciatore Asiatico: 1

2024
- Capocannoniere della Qatar Stars League: 1

2019-2020 (15 gol)
- Capocannoniere della Coppa d'Asia: 1

Qatar 2023 (8 gol)
- Miglior giocatore della Coppa d'Asia: 1

Qatar 2023